# Cebreiro
El formatge Cebreiro és un formatge gallec de llet de vaca, de les races rossa gallega, parda alpina i frisona, així com els encreuaments entre aquestes. El curat, que és opcional, ha de tindre una duració mínima de 45 dies.
Des del 7 d'octubre de 2008 gaudeix del reconeixement de la Unió Europea com a Denominació d'Origen Protegida (DOP).

## Zona geogràfica
S'elabora als municipis de Baleira, Baralla, Becerreá, Castroverde, Cervantes, Folgoso do Courel, A Fonsagrada, Láncara, Navia de Suarna, As Nogais, Pedrafita do Cebreiro, Samos i Triacastela, tots a la província de Lugo.
Tota aquesta contrada presenta un clima atlàntic de muntanya. Les activitats agrícoles es troben molt limitades per les característiques continentals, en particular per les baixes temperatures i la presència de gelades durant l'any. És un territori més apropiat per a l'activitat ramadera, per la presència de bons prats naturals i pastures.

## Història
S'atribueix el seu origen als primers monjos que s'instal·laren al poblat de Cebreiro, lloc on el Camí de Sant Jaume francès entra a Galícia. Dues dotzenes de formatges de Cebreiro s'enviaven anualment a Portugal, per al consum de la Casa Reial portuguesa, durant el regnat de Carles III.
En el llibre Geografía General del Reino de Galicia (1936), es recull informació relativa al formatge de Cebreiro, les seves característiques i la seva elaboració. Posteriorment, ja en els anys 60, Carlos Compairé Fernández publicà diversos estudis sobre aquests formatges.

## Elaboració
Aquest formatge s'elabora amb llet sencera pasteuritzada de vaca de les races rossa gallega, bruna alpina, frisona o dels seus creuaments. Segueix un procés de producció que comprèn una primera fase de pasteurització de la llet, per passar més tard a la coagulació, amb quall animal o amb altres enzims coagulants autoritzats. Després es talla la quallada en blocs de 10-20 mm de diàmetre.
Després de treure el sèrum, la llet quallada s'introdueix en sacs de tela que es pengen perquè acabi de perdre el sèrum, i resten penjats de 5 a 10 hores. Després s'amassa la quallada per fer una pasta uniforme de tacte argilós i se sala amb clorur de sodi. Es posa en motlles per al premsat final. Després, els formatges es treuen dels motlles i es posen en cambres frigorífiques a una temperatura compresa entre 2 i 6 °C durant un temps de maduració mínim d'una hora. Passat aquest temps, els formatges que es comercialitzin com a frescos podran sortir al mercat. És opcional seguir un procés de curat posterior, en cellers amb una humitat relativa entre el 70 i el 80% i una temperatura entre els 10 i els 15 °C. El període mínim de curat serà de quaranta-cinc dies. Els formatges curats indicaran a l'etiqueta aquesta característica. Els formatges hauran de dur una contraetiqueta numerada.

## Característiques
La matèria grassa és d'un mínim de 45% i màxim de 60%, sobre extracte sec. Té una forma peculiar, de bolet o barret de cuiner, amb una alçada d'uns quinze centímetres en total i un pes que varia entre els tres-cents grams i els dos quilos.
Es tracta d'un formatge madurat, que pot presentar-se tant tendre com curat. El formatge fresc no té escorça diferenciada i la seva massa és blanca i untuosa, amb un gust làctic una mica àcid. Quan està curat té l'escorça poc diferenciada; la pasta és groguenca i pot arribar a ser d'un groc intens i ferm i adquirir un gust metàl·lic, picant i làctic, amb una aroma característica.